# Peter Udo Bintz
Peter Udo Bintz (* 23. Juli 1937; † 11. Oktober 2007) war ein deutscher Verleger und Herausgeber.

## Leben
Bintz studierte an der Ludwig-Maximilians-Universität München und wurde 1969 mit der Arbeit Die Kundenorientierung als organisatorisches Problem. Dargestellt am Beispiel der Zeitungsanzeige an der staatswirtschaftlichen Fakultät promoviert. Er trat in das von seinem Vater Udo Bintz 1947 gegründete Verlagshaus Pressehaus Bintz-Verlag GmbH & Co. KG, Herausgeber der „Offenbach-Post“, ein.
Bintz war vielfältig ehrenamtlich engagiert, unter anderem als Förderer der Oper Frankfurt und Mitglied der Stifterversammlung der „Einhard-Stiftung zu Seligenstadt“ ebenso wie für Interessen der Zeitungsbranche. Er war 36 Jahre lang als Mitglied des Verwaltungsrats und des Beirats sowie der Finanzkommission für die deutsche Presse-Versorgung tätig, zuletzt als Vorsitzender in der Rentenkommission und im Vorstand des Hilfsvereins der deutschen Presse. Im Verband Hessischer Zeitungsverleger VNZV in Bad Vilbel gehörte Bintz dem Vorstand an und war damit Mitglied der Delegiertenversammlung des Bundesverbandes Deutscher Zeitungsverleger (kurz: BDZV). Auch dem Stiftungsrat der Stiftung „Freiheit der Presse“ gehörte er an.